# Ahmed Bakikhanov
Ahmed Bakikhanov (en azerí: Əhməd Bakıxanov; Bakú, 5 de septiembre de 1892 – Bakú, 26 de marzo de 1973) fue intérprete de tar y pedagogo de Azerbaiyán, Artista del Pueblo de la RSS de Azerbaiyán.

## Biografía

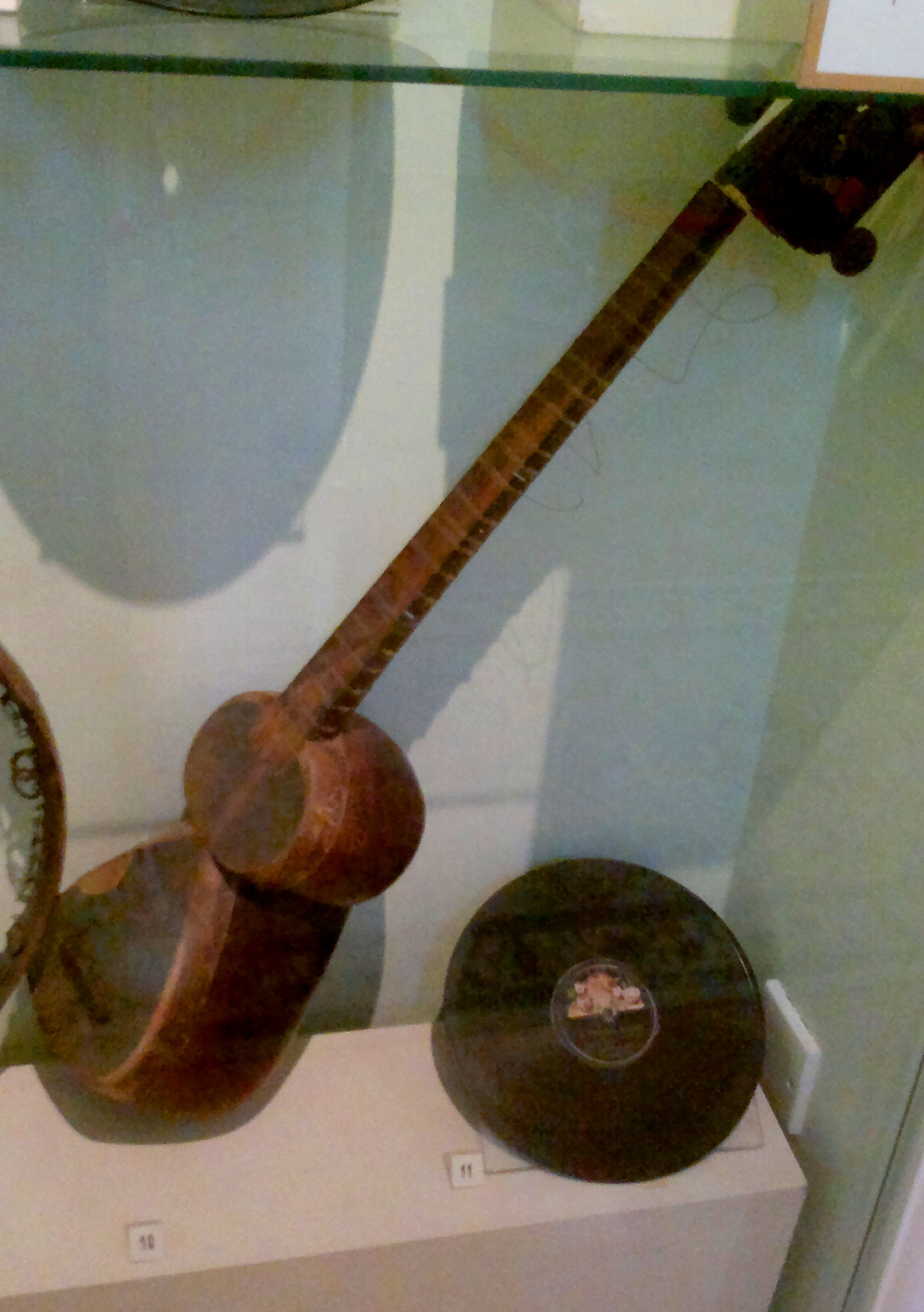
Tar de Ahmed Bakikhanov en el Museo Estatal de Historia de Azerbaiyán

Ahmed Bakikhanov nació el 5 de septiembre de 1892 en Bakú. Comenzó la actividad pedagógica desde 1920. Por la invitación del famoso compositor, Uzeyir Hajibeyov, empezó a enseñar en la Academia de Música de Bakú desde 1930. En 1941 Bakikhanov creó un grupo de instrumentos musicales folclóricos. Este grupo dio muchos conciertos con los famosos intérpertes de mugam – Seyid Shushinski, Huseyngulu Sarabski, Jabbar Garyaghdioglu, Zulfu Adigozalov. En 1973 recibió el título “Artista del Pueblo de la RSS de Azerbaiyán”.
Ahmed Bakikhanov murió el 26 de marzo de 1973 en Bakú y fue enterrado en el Segundo Callejón de Honor.

## Premios y títulos
- Artista de Honor de la RSS de Azerbaiyán (1964)
- Artista del Pueblo de la RSS de Azerbaiyán (1973)